# Le Sergent de la coloniale
Le Sergent de la coloniale est un tableau réalisé par Albert Marquet vers 1906. Il représente le buste d'un sergent moustachu en uniforme vu de trois quarts gauche.
Cette huile sur toile est conservée au Metropolitan Museum of Art de New York. Une œuvre de même titre est conservée au Musée des beaux-arts de Bordeaux et représente ledit sergent assis sur une chaise (en pleine longueur).